# فیلیپه دل مستره
فیلیپه دل مستره (اسپانیایی: Felipe del Mestre‎؛ زادهٔ ۲۵ سپتامبر ۱۹۹۳) بازیکن راگبی ۷ نفره اهل آرژانتین است.
وی در مسابقات کشوری و بین‌المللی در مجموع برندهٔ ۱ مدال طلا، ۱ مدال برنز شده‌است.